# Слово-номер
Сло́во-но́мер — это мнемоническая фраза, представляющая собой цифро-буквенный эквивалент телефонного (или другого) номера. Во многих странах на кнопках телефона кроме цифр указаны ещё и буквы. Буквы, соответствующие данному номеру, могут составлять слова, части слов, акронимы, аббревиатуры или цифро-буквенные комбинации, которые и называются слово-номера.
Чаще всего, слово-номера используются для брендирования бесплатных телефонов. Компании используют такие легко запоминающиеся и престижные номера, как en:1-800 Contacts, en:1-800-Flowers, en:1-800-FREE-411 в качестве  брендов, названия флагманских продуктов или даже названия самой компании.

## Преимущества
Основными преимуществами слово-номера перед обычным номером считается легкость запоминания и большее количество откликов на рекламу. Слово-номер легче запомнить, чем обычный цифровой номер, поэтому бизнес использует слово-номера как инструмент для прямого отклика на рекламу по радио, телевидению, в печати, на вывесках и т. п.

## Недостатки
Наряду с преимуществами, существуют также и недостатки использования слово-номеров. BlackBerry и некоторые другие смартфоны не имеют букв на кнопках для набора номера, таким образом, на них невозможно набрать слово-номер не зная соответствующий ему обычный цифровой номер. Чтобы пользователи таких смартфонов могли позвонить по слово-номеру, можно указывать вместе со слово-номером обычный цифровой номер.
На старых проводных телефонах буквы «O», «Q», «Z» бывают расположены по-разному или вообще отсутствуют, хотя такое встречается достаточно редко. Тем не менее, абсолютное большинство мобильных телефонов имеют все буквы алфавита для поддержки SMS.
Использование цифр «1» и «0» вместо букв «I» и «O» может приводить к ошибочным звонкам, чем могут воспользоваться злоумышленники. Подобный случай тайпсквоттинга однажды произошел с номером 1-800-HOLIDAY (+1-800-465-4329, бесплатный номер для бронирования номеров в отеле Holiday Inn). Для получения турагентской комиссии конкурент использовал номер 1-800-H0LIDAY (+1-800-405-4329, похожий номер в котором буква «O» заменена на цифру «ноль»).

## Техническая реализация
Некоторые модели смартфонов, предназначенные специально для звонков по слово-номерам, позволяют набирать буквы в поле для ввода номера телефона. Так, на многих моделях BlackBerry можно активировать эту функцию нажатием кнопки ALT во время отпускания кнопки, чтобы выбрать соответствующую букву, а не цифру.

## Региональные различия

### Австралия
Слово-номера широко распространились в Австралии благодаря предложению от телекоммуникационной компании Австралийское управление связи и СМИ (АУСС). В августе 2004 года АУСС начало продажи слово-номера (также называемые как smartnumbers — умный номер) через онлайн аукцион. Исследование, проведенное en:Roy Morgan Research в феврале 2006 года, показало что 92 % австралийцев знают, что такое слово-номер.
В Австралии наиболее используемые номера делятся на следующие типы: начинающиеся с префикса «1-3» длиной 6 цифр, с префиксов «1-300» и «1-800» длиной 10 цифр.
От префикса зависит длина номера (6 или 10 цифр), стоимость годовой лицензии на использования номера (1 австралийский доллар за номера 1-300 и 1-800 и 10000 австралийских долларов за 1-3) и стоимость тарифа на звонки. Цену звонка на номера 1-3 и 1-300 оплачивают вызывающий и вызываемый абонент, в то время как звонки на 1-800 полностью оплачивает вызываемый абонент.

### Япония
В Японии телефонные номера также могут быть записаны словами, используя японскую письменность, это чаще всего используется коммерческими организациями для более легкого запоминания своих телефонов клиентами. Номера для бесплатных звонков в Японии начинаются на 0120, например 0120-363963, где цифры 3963 также могут быть прочитаны как サンキューローソン (sankyuu rooson, «Спасибо, Lawson»), а номер 0120-026-999 в котором 026—999 можно прочитать как オフロでキュッキュッキュ (お風呂で急々々 ofuro de kyukkyukkyu), что буквально означает «баня — быстро, быстро, быстро».

### Северная Америка
Слово-номера широко используются для мобильных, городских и бесплатных телефонов. Особо бурный рост популярности был отмечен в 1980-х и 1990-х годах.
Бесплатные телефонные номера в Америке позволяют гибко отслеживать звонки, что позволяет бизнесменам понять, каким образом были привлечены клиенты, составить базу демографической информации о звонящих, анализировать результаты рекламной кампании, экспортировать данные в другие программы и пр. Отчеты помогают корректировать рекламные планы и рекламный бюджет предоставляя детальную информацию об эффективности различных медиа, таких как телевидение, радио, уличная реклама.
Некоторые компании также регистрируют домены соответствующие своим слово-номерам для объединения интернет и телефонных клиентов.

### Россия
Когда в начале 20-го века в России появилась телефонная связь, номера телефонов записывались буквами и цифрами вперемешку, затем, в 1968 году, буквы в номерах заменили на цифры.
В настоящее время, буквы опять возвращаются в российские телефонные номера и очень быстро набирают популярность. Многие провайдеры телефонной связи предлагают выбрать номер, который может быть записан словами.

### Казахстан
В Казахстане слово-номера именуются «буквенными» и «смысловыми». Буквенные номера набирают популярность с 2000-х годов. В настоящее время несколько операторов предоставляют возможность онлайн выбора слово-номера.

## Поиск слово-номеров
Хотя для бизнеса, компании обычно подбирают слово-номера в соответствии со своим профилем деятельности, возможно пойти в обратном направлении и найти слова в уже используемом номере телефона. Для этого существуют ряд специальных программных продуктов.